# Joan Mas Verd

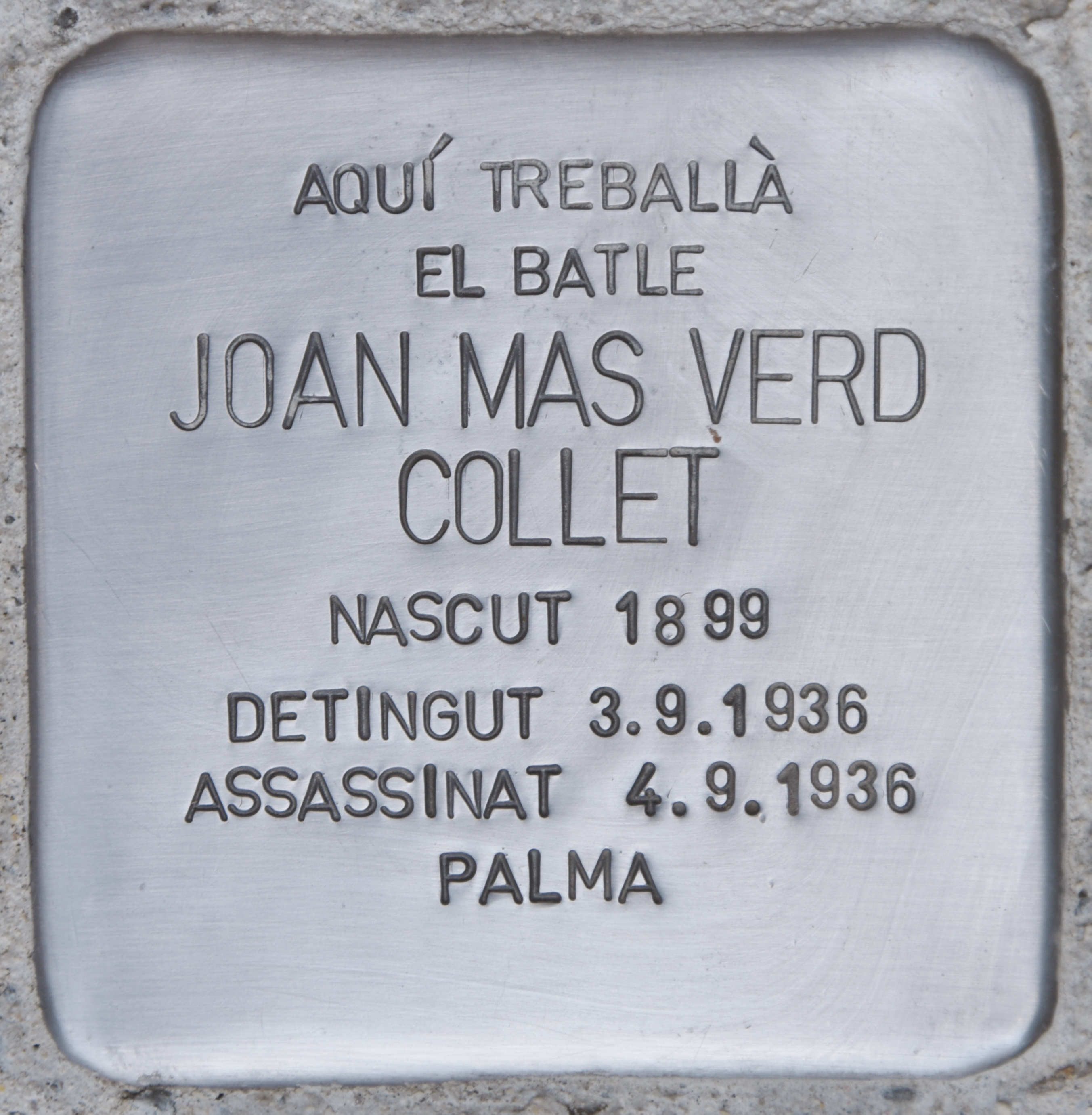
Remembrance Stone

Joan Mas Verd Collet (Montuiri, Baleares, 28 de diciembre de 1899-Palma de Mallorca, 3 de septiembre de 1936) fue un político español, alcalde de Montuiri durante la Segunda República, ejecutado víctima de la represión franquista durante la guerra civil española.
Nació en diciembre de 1899, hijo de padre campesino y madre maestra de escuela. Entre los siete y catorce años fue a la escuela en Son Espanyolet con los clérigos regulares teatinos, pero salió antes de ser ordenado sacerdote. Joan Mas se dedicó a trabajar de campesino como su padre, pero también pudo viajar a Madrid y Barcelona gracias a sus contactos políticos en la península. En octubre de 1925 se casó y poco después pasó algún tiempo en la isla de Cabrera donde vivía parte de su familia.
Su entrada en contacto con el republicanismo, con una cierta implantación en Montuiri, parece que es de la mano de su primo Joan Verd. Éste habría organizado el Partido Republicano Federal de Mallorca y el joven Joan Mas ingresó al final de la Restauración. Bajo la dictadura de Primo de Rivera y los meses después de su caída, desplegó una intensa actividad política con artículos en publicaciones republicanas como Tribuna Libre, Ciudadanía y El republicano.
En las elecciones municipales de 1931 la candidatura republicana que encabezaba recibió el apoyo de los conservadores locales, enfrentados al Partido Liberal controlado por la familia Ferrando. Durante su mandato topó con la fuerte oposición de la derecha local y la Iglesia. Su programa político se podía asociar al republicanismo defendido por Manuel Azaña: laicismo, la cultura como elemento liberador de las personas y prestación de servicios sociales. No en balde formó parte de Acción Republicana y después de Esquerra Republicana Balear.
En julio de 1931 encabezó la delegación montuirera en la asamblea del Teatro Principal que discutió el anteproyecto de estatuto de autonomía de Baleares. Fue elegido concejal por el Frente Único Antimonárquico en las elecciones del 12 de abril de 1931. El 14 de abril fue uno de los que proclamaron la república al pueblo de Montuiri y fue investido alcalde día 18. Ejerció la alcaldía hasta que en abril de 1936 una Comisión Gestora se hizo cargo del consistorio por la dimisión o ausencia de la mayoría de concejales.
El golpe de Estado que dio lugar a la Guerra Civil parece que no lo preocupó excesivamente, pero el rumbo que tomaban los acontecimientos le obligó a refugiarse en una casa de campo. Volvió a escondidas en su casa del pueblo pero fue descubierto y detenido el 3 de septiembre de 1936 por una partida de falangistas, siendo ejecutado esa misma noche en Son Pardo (Palma de Mallorca).